# Martin z Kochemu
Martin z Kochemu (německy Martin von Cochem, rodným jménem Linius, 13. prosince 1634 – 10. září 1712) byl německý římskokatolický kněz, kapucín a spisovatel lidové duchovní četby. V 18. století patřil v katolické střední Evropě včetně českých zemí k nejpopulárnějším a nejvydávanějším autorům vůbec. Bohemista Miloš Sládek uvádí, že jen v 18. století vyšla Kochemova díla ve více než 130 českých vydáních a celkem byly jeho práce až do počátku 20. století na českém území vydány nejspíše víc než dvěstěkrát.

## Biografie
Martin z Kochemu se narodil ve městě Cochem nad Moselou na západě Německa v rodině kloboučníka. (Na rodném domě je dnes pamětní deska, ulice po něm nese jméno Liniusstraße.) Vstoupil do kapucínského řádu, roku 1657 byl vysvěcen na kněze, roku 1663 dokončil studia teologie. Působil v duchovní správě a různých kapucínských klášterech, mezi jiným v letech 1693–1695 v klášteře v Praze na Hradčanech. Kapucín Martin chtěl údajně přestoupit do české řádové provincie, avšak nepodařilo se mu to. Od roku 1695 byl vizitátorem trevírské diecéze. Zemřel ve Waghäuselu.

## Dílo
Kochem je autorem řady náboženských knih, které byly pro svou lidovost a častou apokryfnost kritizovány církevními teology již za autorova života, ale staly se oblíbenou četbou širokých vrstev. Kapucín Martin, působící od roku 1666 též jako lidový misionář, se totiž ve svém bohatém díle soustředil především na obecnou lidovou zbožnost. První skupinu jeho děl tvoří modlitební knihy vydávané v řadě různých variant a názvů s klíčovým slovem Nebe-klíč (v orginále Himmel-Schlüssel) nebo (Velká, Malá) Štěpná zahrada či zahrádka (Baum-Garten). Dále se Kochem soustředil na legendy svatých nebo zpracování biblické tematiky, zejména v knize Veliký život Pána a Spasitele Ježíše Krista a jeho nejsvětější a nejmilejší matky Marie Panny... (dostupné online (1779, psáno frakturou)). Apokryfní charakter díla, jehož obsah z velké části nemá žádnou oporu v Bibli, zřejmě sklidil ve své době kritiku a kniha přes svá četná opakovaná vydání nezískala v českých zemích předpisy vyžadovaná církevní schválení řádových teologů, představených, ani arcibiskupství. Jezuita a misionář Antonín Koniáš zase roku 1732 napadl a k opravě doporučil dílo Velká štěpná zahrada, až spor museli zahladit kapucínští a jezuitští provinciálové.
Dalšími opakovaně vydávanými díly Martina z Kochemu byly mj. Výklad nejsvětější oběti mše svaté nebo Knížka odpustkův vykládající teologii i praxi církevních odpustků. K českému prostředí a pražskému Kochemově pobytu se váže jeho poutnická příručka Prager Laureten-Büchlein, později zřejmě neznámým kapucínem přeloženou do češtiny jako Knížka loretánská pro návštěvníky pražské Lorety popisující celý areál spolu s nezbytnými modlitbami.

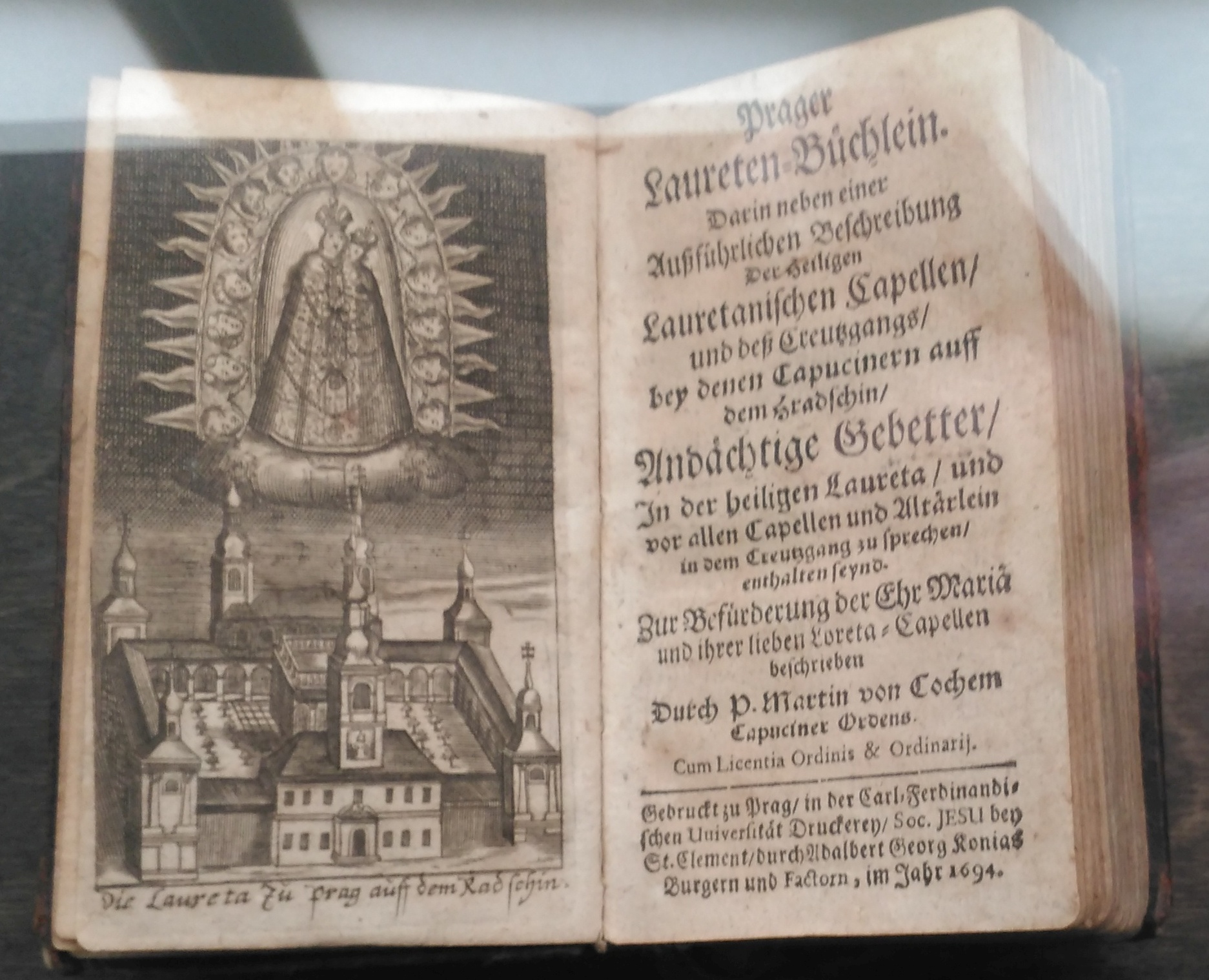
Martin von Kochem OFMCap. Prager Laureten-Büchlein. 1694

Původním lidovým jazykem, v němž Martin psal, byla němčina, jeho dílo do češtiny překládal kapucín Edelbert z Nymburka (Nymburský).